# Distretto di Portalegre
Il distretto di Portalegre è un distretto del Portogallo continentale, appartenente per la maggior parte alla provincia tradizionale dell'Alto Alentejo, più alcuni comuni del Ribatejo. Confina con il distretto di Castelo Branco a nord, con la Spagna (province di Badajoz e di Cáceres) a est, con i distretti di Évora a sud e di Santarém a ovest. La superficie è di 6.065 km² (6º maggior distretto portoghese), la popolazione residente (2001) è di 127.018 abitanti. Il capoluogo del distretto è Portalegre.
Il distretto di Portalegre è diviso in 15 comuni:
- Alter do Chão
- Arronches
- Avis
- Campo Maior
- Castelo de Vide
- Crato
- Elvas
- Fronteira
- Gavião
- Marvão
- Monforte
- Nisa
- Ponte de Sôr
- Portalegre
- Sousel

Nell'attuale divisione principale del paese, il distretto fa parte della regione Alentejo e tutti i comuni, eccetto Sousel, che appartiene all'Alentejo Centrale (Alentejo Central), appartengono alla subregione Alto Alentejo. In sintesi:
- Regione Alentejo
  - Alentejo Centrale
    - Sousel

  - Alto Alentejo
    - Alter do Chão
    - Arronches
    - Avis
    - Campo Maior
    - Castelo de Vide
    - Crato
    - Elvas
    - Fronteira
    - Gavião
    - Marvão
    - Monforte
    - Nisa
    - Ponte de Sôr
    - Portalegre